# Simon Cheng
Simon Cheng (Man-kit) (chinois traditionnel : 鄭文傑; né le 10 octobre 1990) est un militant de Hong Kong. Il est arrêté par les autorités chinoises en août 2019 dans la gare de West Kowloon à son retour d'un voyage d'affaires à Shenzhen pour « sollicitation de prostituées ». Simon Cheng nie cette accusation et ajoute avoir subi des tortures de lui faire avouer qu'il était un espion britannique impliqué dans l'instigation des manifestations de 2019 à Hong Kong. Simon Cheng s'est réfugié à Londres et a obtenu l'asile politique en juin 2020.

## Biographie
Né à Hong Kong en 1990, il  étudie la politique à l'Université nationale de Taiwan et obtient une maîtrise en économie politique de l'Europe à la London School of Economics . Il retourne à Hong Kong en 2017 et  travaille comme responsable du commerce et des investissements au consulat général britannique à Hong Kong.  
- Détention en Chine

Le 8 août 2019, Simon Cheng quitte Hong Kong pour Shenzhen afin d'assister à un événement commercial.  Il ne se présente pas au travail le lendemain.  La police de Hong-Kong  ouvre une enquête et déclare Simon Cheng comme une « personne disparue ». Interrogés par des journalistes du média en ligne HK01, des agents du poste de contrôle du poste de West Kowloon ont affirmé que personne n'avait été arrêté les 8 et 9 août à l'intérieur du poste. Le consul général britannique déclare être "extrêmement préoccupés" par la disparition de Simon Cheng et demande aux autorités chinoises de divulguer plus de détails sur sa détention. Sa famille et ses amis craignent que son arrestation soit liée  à son soutien aux manifestations en cours à Hong Kong en 2019 via ses comptes de réseaux sociaux. 
Le 21 août, lors d'une conférence de presse organisé par le ministère chinois des Affaires étrangères, le porte-parole confirme que la Chine détient Simon Cheng en utilisant la loi sur les sanctions de l'administration de la sécurité, qui couvre principalement les infractions mineures. Il ajoute que son arrestation est une « affaire interne » de la Chine puisque Simon Cheng est un citoyen de Hong Kong.  Le jour suivant, le tabloïd d'État chinois Global Times ajoute que Simon Cheng est arrêté pour « sollicitation d'une prostituée ». En vertu de l'article 66 de la loi, les contrevenants peuvent être condamnés à une amende et détenus pendant "au moins dix jours mais pas plus de quinze jours".  Sa famille réfute ces accusations, déclarant à Hong Kong Free Press que « Tout le monde sait que ce n'est pas la vérité. Mais le temps nous le dira ».   
Simon Cheng déclare  avoir subi des mauvais traitements pour lui faire avouer qu'il avait incité et organisé les manifestations « au nom du gouvernement britannique ». Il précise qu'il a été enchaîné, les yeux bandés et cagoulé pendant sa détention. Il a également déclaré avoir été soumis à l'isolement et la privation de sommeil ainsi que les interrogateurs l'obligeant à chanter l' hymne national chinois chaque fois qu'il essayait de dormir.  
- Chaine CGTN

Le 21 novembre 2019, la chaine CGTN diffuse des aveux forcés de Simon Cheng à la télévision comme étant une preuve de sa culpabilité présumée. Le 28 novembre 2019, Simon Cheng porte plainte auprès de l'Ofcom contre la chaine CGTN (China Global Television Network) pour avoir diffusé ce passage du fait qu'il a été contraint d'avouer d'avoir sollicité la prostitution. La plainte met en évidence une liste de sections du code britannique de la radiodiffusion dont  les règles de confidentialité et d'équité. Parmi les règles enfreints, un article sept du code stipule que « les diffuseurs doivent éviter le traitement injuste ou inéquitable des individus ou des organisations dans les programmes » tandis que la section prévoit que « les personnes en état de détresse ne devraient pas être soumises à des pressions pour participer à un programme ou fournir des interviews, à moins que cela ne soit justifié ». Simon Cheng précise dans sa plainte  « J'étais dans une détresse extrême et je n'ai pas volontairement fait l'enregistrement » et « Je n'ai été interrogé d'aucune manière sur cette production ou diffusion d'informations. Elle a été réalisée par la police et publiée par la CGTN pour exercer des pressions sur moi, sans aucun contact préalable avec moi. ».
Dans un rapport soumis aux Nations unies « China’s practice of extracting and broadcasting forced confessions before trial » (Pratique par la Chine d’extraction et de diffusion d’aveux forcés avant procès), des organisations de défense des droits de l’Homme, notamment Safeguard Defenders et Human Rights Watch, dénoncent les pratiques du Parti Communiste Chinois consistant à diffuser des aveux médiatisés portent atteintes à la dignité humaine ainsi qu’au droit fondamental à une procédure régulière et à un procès équitable. De même, les enregistrements vidéo d’aveux sont souvent soigneusement orchestrés pour maximiser la valeur de la propagande. 